# El Aargub
El Aargub (en árabe: العركوب‎, en lenguas bereberes: ⵄⴰⵔⴳⵓⴱ en francés: El Argoub) es un municipio del Sáhara Occidental controlado por Marruecos, en la provincia del Río de Oro. Hasta 1976 perteneció al Sahara español.